# Стародуб Євген Михайлович
Євген Михайлович Стародуб (нар. 24 квітня 1938, с. Іванківці Дунаєвецького району Хмельницької області) — український вчений у галузі медицини. Доктор медичних наук (1992), професор (1992).

## Життєпис
Євген Михайлович Стародуб народився 24 квітня 1938 року в селі Іванківцях Дунаєвецького району Хмельницької області, нині Україна.
Закінчив Тернопільський медичний інститут (1961, нині університет).
Після закінчення інституту до серпня 1962 працював рентгенологом у Скалатській райлікарні і за сумісництвом там само — терапевтом. Викладач Кременецького медичного училища.
У Тернопільському медичному інституті: 1967—1978 — асистент, 1978—1981 — доцент кафедри факультетської терапії, від 1981 — декан, 1988 — доцент кафедри терапії факультету вдосконалення лікарів, 1997 — декан, завідувач кафедри терапії та сімейної медицини факультету післядипломної освіти.

## Наукова діяльність
Підготував 10 кандидатів і 1 доктора медичних наук. 
Наукові інтереси: гастроентерологія.

## Доробок
Співавтор однієї монографії, двох посібників та підручника «Сімейна медицина». Автор 300 наукових робіт наукових і навчально-методичних праць.
Має 8 авторських свідоцтв на винаходи (у співавторстві).